# Cynthe
Le Cynthe ou mont Cynthe (en grec ancien Κύνθος / Kúnthos ; en grec moderne Κύνθος / Kínthos) est un sommet de l'archipel grec des Cyclades, point culminant de l'île de Délos.

## Géographie
Le mont Cynthe est le point culminant de l'île de Délos. Il se situe au centre des îles Égéennes et offre un vaste panorama sur les îles Mykonos, Naxos, Paros, Syros et Rhénée.

## Mythologie
Dans une majorité des récits mythologiques grecs, Léto accouche d'Apollon, et dans certaines versions d'Artémis, sur l'île de Délos. Dans l'Hymne homérique à Apollon, Léto donne naissance au dieu sur le mont Cynthe : cependant, l'expression employée en grec ancien n'est pas très claire, et les autres textes antiques se réfèrent généralement à une mise au monde dans la plaine de l'Inopos, au contrebas du Cynthe.
L'épithète Κύνθιος / Kúnthios, qui signifie « du Cynthe », est couramment employé pour désigner Apollon en littérature : le sommet symbolise l'île de Délos tout entière, son lieu de naissance le plus courant. Il en va de même pour Artémis, la sœur d'Apollon, dans certains textes ; son équivalent romain, Diane, ainsi que la Lune, à qui elle est assimilée, reçoivent elles aussi ce surnom. Athéna et Zeus (de même que Minerve et Jupiter dans les textes en latin), qui possèdent leur sanctuaire sur le mont, se voient également attribuer cet épithète. Le prénom Cynthia dérive de cet adjectif.
Selon une tradition dont Étienne de Byzance est le seul témoignage, Kynthos serait un fils d'Océan et la personnification du Cynthe,. Aucun culte de la montagne personnifiée n'apparait à Délos et la seule identification de ce personnage dans l'art, sur un couvercle de sarcophage romain du IIe siècle, aujourd'hui conservé à la villa Borghèse, ne se fonde sur aucune donnée scientifique et est largement remise en question.

## Histoire

### Époque contemporaine

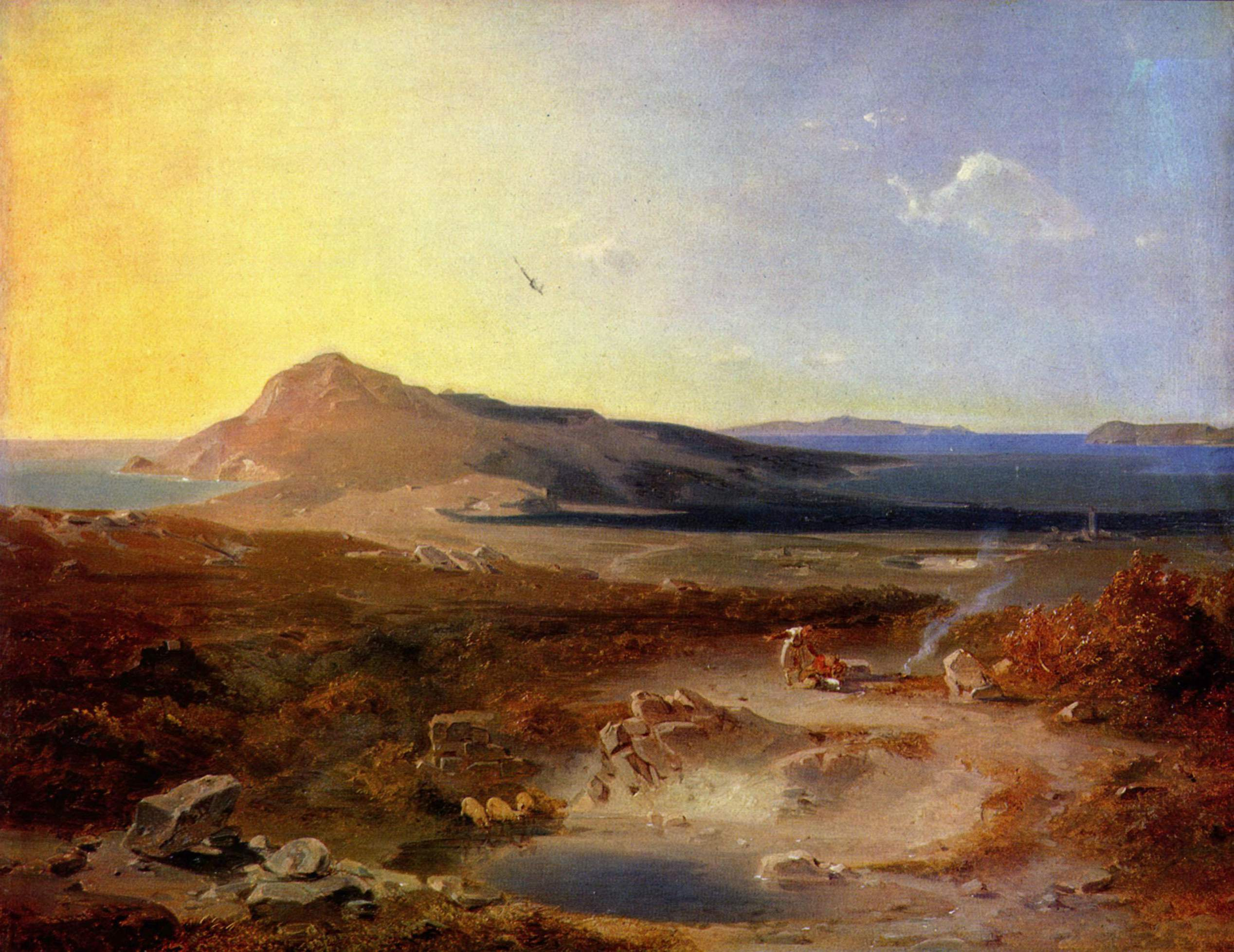
Représentation artistique du mont Cynthe par Carl Rottmann.

Les vestiges antiques du mont Cynthe sont en partie fouillés par l'École française d'Athènes.
De nos jours, le mont Cynthe est une attraction touristique, notamment en raison de son panorama et de son patrimoine archéologique.